# 菊池紗矢香
菊池 紗矢香（きくち さやか、5月8日 - ）は、日本の女性声優。千葉県出身。クレアボイス所属。

## 略歴
クレアボイス養成所出身。2019年1月1日よりクレアボイス準所属、2020年4月1日より同所正所属となる。
2020年、自身初のオーディションで、テレビアニメ『戦翼のシグルドリーヴァ』のメインキャラクターの1人である渡来・園香役を獲得。

## 人物
趣味・特技としてピアノ、そろばん、ベースをそれぞれ挙げている。

## 出演
太字はメインキャラクター。

### テレビアニメ
2018年
- ゴブリンスレイヤー（冒険者、牛飼い娘の母、女戦士）

2019年
- ドメスティックな彼女（梨花、子供B、班の女子B）
- BanG Dream!（女子）
- PERSONA5 the Animation（通行人B）
- 叛逆性ミリオンアーサー（村娘①）
- ダンベル何キロ持てる?（女学院生）
- ぼくたちは勉強ができない!（子供）
- 超人高校生たちは異世界でも余裕で生き抜くようです!（メイド）
- ソードアート・オンライン アリシゼーション War of Underworld（女性）

2020年
- ＜Infinite Dendrogram＞-インフィニット・デンドログラム-（マスター）
- ムヒョとロージーの魔法律相談事務所（あい）
- 魔女の旅々（売り子）
- 戦翼のシグルドリーヴァ（渡来・園香）
- 魔法科高校の劣等生 来訪者編（進人類フロントの魔法師、進人類フロント構成員）

2021年
- WIXOSS DIVA(A)LIVE（女子生徒）
- 裏世界ピクニック（子供たち）
- 戦闘員、派遣します!（スノウ）
- スライム倒して300年、知らないうちにレベルMAXになってました（2021年 - 2025年、ナタリー） - 2シリーズ
- 幼なじみが絶対に負けないラブコメ（ペンギン）
- 白い砂のアクアトープ（城居ルカ、子供）
- ヴァニタスの手記（カトリーヌ）
- 吸血鬼すぐ死ぬ（2021年 - 2023年、横田浩、イケメンハントB） - 2シリーズ

2022年
- 錆喰いビスコ（嬢、アナウンス、嬢A）
- からかい上手の高木さん3（月本先生）
- 異世界美少女受肉おじさんと（橘日向〈小学生〉、信徒）
- 天才王子の赤字国家再生術（アイビス）
- Extreme Hearts（前田亜樹）
- 邪神ちゃんドロップキックX（おおくまねこ）
- 金装のヴェルメイユ〜崖っぷち魔術師は最強の厄災と魔法世界を突き進む〜（ケイト）
- 惑星のさみだれ（女友達）
- アイドリッシュセブン Third BEAT!（登紀子）

2023年
- 人間不信の冒険者たちが世界を救うようです（カラン）
- アルスの巨獣（カンナギ）
- AIの遺電子（アシスタントAI）
- ひきこまり吸血姫の悶々（女子生徒A）
- ダークギャザリング（幻燈河夕月）

2024年
- 即死チートが最強すぎて、異世界のやつらがまるで相手にならないんですが。（聖王、秋野蒼空）
- 望まぬ不死の冒険者（アミリス）
- VTuberなんだが配信切り忘れたら伝説になってた（柳瀬ちゃみ）

2025年
- ハニーレモンソーダ（明日美）
- Sランクモンスターの《ベヒーモス》だけど、猫と間違われてエルフ娘の騎士として暮らしてます（フィオーネ）
- 鬼人幻燈抄（村人）
- 一瞬で治療していたのに役立たずと追放された天才治癒師、闇ヒーラーとして楽しく生きる（レーヴェ）
- アン・シャーリー（ジェーン・アンドリュース）
- Summer Pockets
- その着せ替え人形は恋をする Season 2（ナレーション、初瀬川昴）

### 劇場アニメ
- 劇場版 ソードアート・オンライン -プログレッシブ- 星なき夜のアリア（2021年）
- 劇場版 からかい上手の高木さん（2022年）

### OVA
- ゴブリンスレイヤー -GOBLIN'S CROWN-（2020年、村人たち）

### ゲーム
2018年
- ダンジョンに出会いを求めるのは間違っているだろうか 〜メモリア・フレーゼ〜

2019年
- イカロスM（ナレーション）
- 一騎学園 〜進撃!当千の魔法少女〜（関羽 他）
- モンスターストライク（2019年 - 2024年、コルセアII、テキーラα、アユタヤ、マルコ・ポーロ、テキーラ）
- 共闘ことばRPG コトダマン（2019年 - 2021年、水精の女王・テキーラ、くるみ割り人形）

2021年
- パズルガールズ（ニコラス、グラーフ・シュペー、フレッチャー）

2022年
- クラッシュフィーバー（スノウ）
- ウマ娘 プリティーダービー（2022年 - 2023年、ホッコータルマエ）

2023年
- キュービックスターズ（テキーラ）
- ブルーアーカイブ -Blue Archive-（安守ミノリ）
- 六本木サディスティックナイト（徳寺マリア）

2024年　
- アズールレーン（ブレンヌス）

2025年
- ダンジョンに出会いを求めるのは間違っているだろうか 水と光のフルランド（ディーネ）

### オーディオドラマ
- Extreme Hearts S×S×S（2022年、前田亜樹）

### ボイスドラマ
- 幕末動乱美少女伝（2024年、大山巌、春日左衛門）
- 戦国繚乱美少女伝（2025年、穴山信君（穴山梅雪））

### ASMR
- いっしょぐらし 〜ゆるふわ彼女編〜（2023年、倉賀野由梨）
- 距離感バグってる後輩 ～小悪魔後輩・夢華～（2023年、早乙女夢華）

### ラジオ
※はインターネット配信。
- ラジオどっとあい 菊池紗矢香のおしゃべりきくひとこの指とまれ!（2022年 - 、AG-ON Premium※・YouTube※・超!A&G+※・KNBラジオ）

## ディスコグラフィ

### キャラクターソング
| 発売日         | 商品名                                                                         | 歌 | 楽曲                              | 備考                                                                           |
| -------------- | ------------------------------------------------------------------------------ | --- | --------------------------------- | ------------------------------------------------------------------------------ |
| 2021年4月28日  | 戦翼のシグルドリーヴァ BD・DVD第5巻特典CD                                      | 渡来・園香（菊池紗矢香） | 「ひまわり」                      | テレビアニメ『戦翼のシグルドリーヴァ』関連曲                                   |
| 2021年5月26日  | Home Sweet Home                                                                | キサラギ＝アリス（富田美憂）、スノウ（菊池紗矢香）、ロゼ（村上奈津実）、グリム（髙橋ミナミ） | 「Home Sweet Home」               | テレビアニメ『戦闘員、派遣します！』エンディングテーマ                         |
| 2021年5月26日  | Home Sweet Home                                                                | スノウ（菊池紗矢香） | 「Home Sweet Home」               | テレビアニメ『戦闘員、派遣します！』関連曲                                     |
| 2022年9月28日  | ウマ娘 プリティーダービー WINNING LIVE 08                                      | ウオッカ（大橋彩香）、ダイワスカーレット（木村千咲）、マヤノトップガン（星谷美緒）、スマートファルコン（大和田仁美）、ダイタクヘリオス（山根綺）、サクラローレル（真野美月）、ヤマニンゼファー（今泉りおな）、ダイイチルビー（礒部花凜）、アストンマーチャン（井上ほの花）、ケイエスミラクル（佐藤日向）、コパノリッキー（稲垣好）、ホッコータルマエ（菊池紗矢香）、ワンダーアキュート（須藤叶希） | 「Gaze on Me!」                   | ゲーム『ウマ娘 プリティーダービー』関連曲                                      |
| 2022年9月28日  | ウマ娘 プリティーダービー WINNING LIVE 08                                      | スペシャルウィーク（和氣あず未）、サイレンススズカ（高野麻里佳）、ゴールドシップ（上田瞳）、ウオッカ（大橋彩香）、ダイワスカーレット（木村千咲）、メジロマックイーン（大西沙織）、ナリタブライアン（衣川里佳）、マヤノトップガン（星谷美緒）、ライスシャワー（石見舞菜香）、ウイニングチケット（渡部優衣）、スマートファルコン（大和田仁美）、ダイタクヘリオス（山根綺）、サクラローレル（真野美月）、ヤマニンゼファー（今泉りおな）、ダイイチルビー（礒部花凜）、アストンマーチャン（井上ほの花）、ケイエスミラクル（佐藤日向）、コパノリッキー（稲垣好）、ホッコータルマエ（菊池紗矢香）、ワンダーアキュート（須藤叶希） | 「うまぴょい伝説」                | ゲーム『ウマ娘 プリティーダービー』関連曲                                      |
| 2022年12月28日 | ウマ娘 プリティーダービー WINNING LIVE 09                                      | オグリキャップ（高柳知葉）、イナリワン（井上遥乃）、スマートファルコン（大和田仁美）、コパノリッキー（稲垣好）、ホッコータルマエ（菊池紗矢香）、ワンダーアキュート（須藤叶希） | 「KIRARI MAGIC SHOW」             | ゲーム『ウマ娘 プリティーダービー』関連曲                                      |
| 2022年12月28日 | ウマ娘 プリティーダービー WINNING LIVE 09                                      | ホッコータルマエ（菊池紗矢香） | 「けっぱれ！輝きストレート」      | ゲーム『ウマ娘 プリティーダービー』関連曲                                      |
| 2022年12月28日 | ウマ娘 プリティーダービー WINNING LIVE 09                                      | トウカイテイオー（Machico）、オグリキャップ（高柳知葉）、ウオッカ（大橋彩香）、タイキシャトル（大坪由佳）、エルコンドルパサー（髙橋ミナミ）、テイエムオペラオー（徳井青空）、ナリタブライアン（衣川里佳）、エアグルーヴ（青木瑠璃子）、タマモクロス（大空直美）、ビワハヤヒデ（近藤唯）、マヤノトップガン（星谷美緒）、ミホノブルボン（長谷川育美）、イナリワン（井上遥乃）、スマートファルコン（大和田仁美）、キタサンブラック（矢野妃菜喜）、コパノリッキー（稲垣好）、ホッコータルマエ（菊池紗矢香）、ワンダーアキュート（須藤叶希）                                                                                    | 「うまぴょい伝説」                | ゲーム『ウマ娘 プリティーダービー』関連曲                                      |
| 2023年9月6日   | ウマ娘 プリティーダービー WINNING LIVE 13                                      | キャップ・ビー［ミスターシービー（天海由梨奈）］、MACOtMai［ホッコータルマエ（菊池紗矢香）］、816-n［マチカネタンホイザ（遠野ひかる）］、オリィザ［ライスシャワー（石見舞菜香）］、マリン・C［シュヴァルグラン（夏吉ゆうこ）］ | 「Hat on your Head!」             | ゲーム『ウマ娘 プリティーダービー』関連曲                                      |
| 2023年9月6日   | ウマ娘 プリティーダービー WINNING LIVE 13                                      | ナリタブライアン（衣川里佳）、マヤノトップガン（星谷美緒）、ライスシャワー（石見舞菜香）、アドマイヤベガ（咲々木瞳）、イナリワン（井上遥乃）、ミスターシービー（天海由梨奈）、マチカネタンホイザ（遠野ひかる）、イクノディクタス（田澤茉純）、ツインターボ（花井美春）、サトノダイヤモンド（立花日菜）、キタサンブラック（矢野妃菜喜）、ヤエノムテキ（日原あゆみ）、サクラローレル（真野美月）、ナリタトップロード（中村カンナ）、サトノクラウン（鈴代紗弓）、シュヴァルグラン（夏吉ゆうこ）、ホッコータルマエ（菊池紗矢香）、ネオユニヴァース（白石晴香）、ヒシミラクル（春日さくら）                                     | 「うまぴょい伝説」                | ゲーム『ウマ娘 プリティーダービー』関連曲                                      |
| 2024年7月29日  | ライブスタート                                                                 | Live-ON CAST | 「ライブスタート」                | テレビアニメ『VTuberなんだが配信切り忘れたら伝説になってた』エンディングテーマ |
| 2024年8月31日  | ウマ娘 プリティーダービー Solo Vocal Tracks Vol.10 Twinkle Circle! in HAKODATE | MACOtMai［ホッコータルマエ（菊池紗矢香）］ | 「Hat on your Head！（PV Size）」 | ゲーム『ウマ娘 プリティーダービー』関連曲                                      |
| 2024年12月25日 | VTuberなんだが配信切り忘れたら伝説になってた Blu-ray&DVD Vol.2                 | 柳瀬ちゃみ（菊池紗矢香） | 「ノットボッチ…夏」               | テレビアニメ『VTuberなんだが配信切り忘れたら伝説になってた』エンディングテーマ |